# 임페리오 데 멘티라스
《임페리오 데 멘티라스》(스페인어: Imperio de mentiras)은 2020년 방영된 멕시코의 텔레노벨라이다. 터키의 드라마 카라 파라 아슈크를 원작으로한다.

## 출연진
- 안젤리크 보이어 - 엘리사 칸투
- 안드레스 팔라시오스 - 레오나르도 벨라스코
- 알레한드로 카마초 - 유헤니오 세라노